# Gianni Versace
Gianni Versace (Reggio Calabria, 1946. december 2. – Miami Beach, 1997. július 15.) olasz divat- és jelmeztervező volt. Munkájára hatással volt Andy Warhol, az ókori római és görög művészet, valamint a modern absztrakt művészet; a 20. század második felének egyik legszínesebb és legtehetségesebb divattervezőjének tekintik.
Gianni alapította a híres Versace márkát. Az első butikot Milánóban nyitotta 1978-ban, ami hamar nagy népszerűségre tett szert. Ma a Versace egyike a világ vezető divatházainak.
A Versace Group luxus-ruhakölteményeket, kiegészítőket, parfümöt, kozmetikumokat és bútorokat tervez és árul különféle márkanevek alatt.

## Pályafutása

### Kezdetek

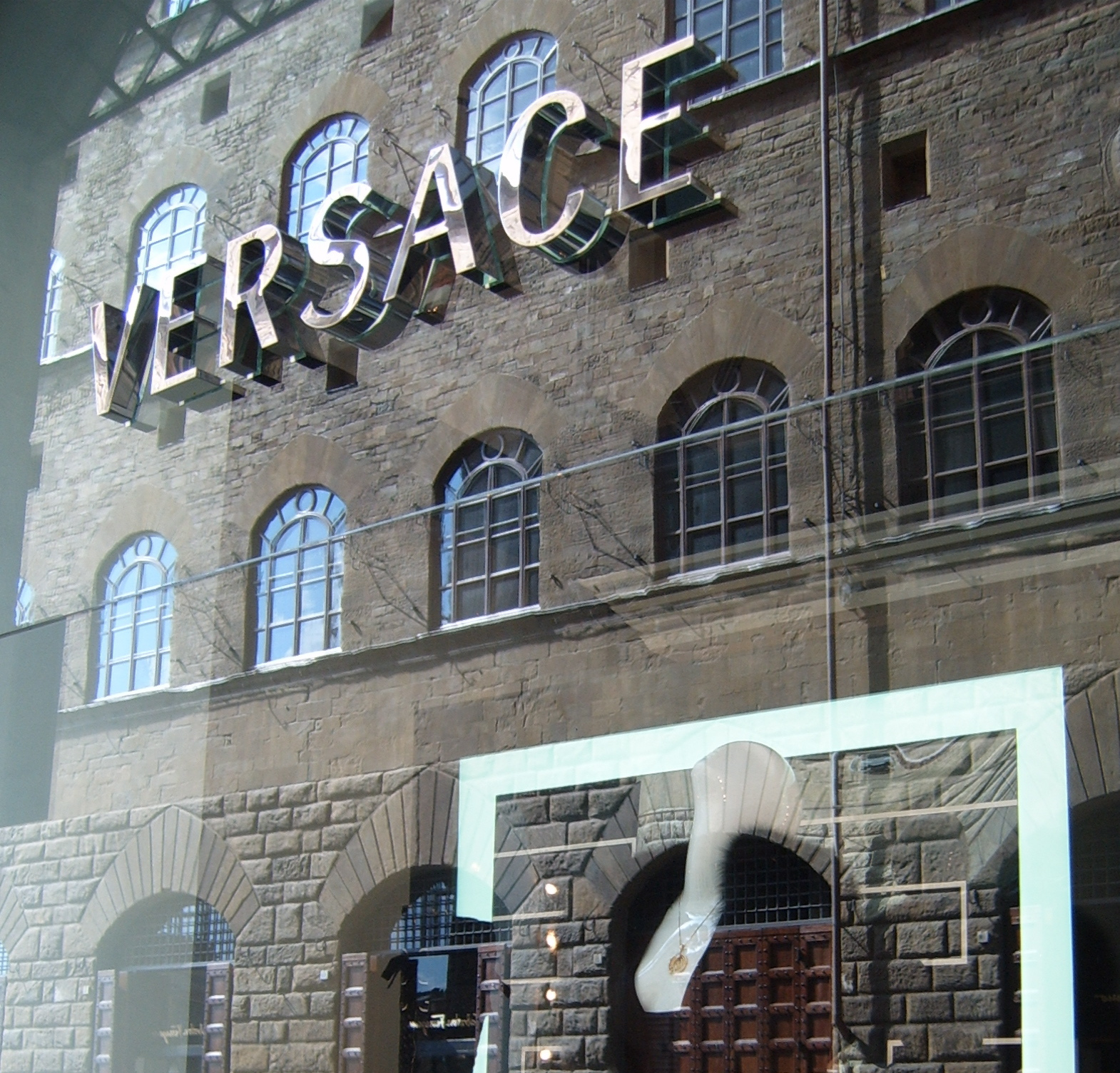
Versace butik Firenzében

Gianni Versace Reggio di Calabriában, Olaszországban született és ott is nőtt fel bátyjával, Santóval, húgával, Donatellával, apjukkal és varrónő anyjukkal. Nővére, Tina 12 éves korában meghalt egy rosszul kezelt tetanuszfertőzés miatt.
Gianni egész kicsi volt még, amikor elkezdett beletanulni a divatszakmába, miközben édesanyjának segített drágaköveket és aranyszálat keresni a hímzésekhez. Később építészetet tanult, majd 25 évesen Milánóba költözött, hogy a divatszakmában kezdjen dolgozni.
A hetvenes évek közepén kötött modelljei hívták fel rá a Genny and Callaghan házak fejvadászainak figyelmét, akik megkérték, hogy tervezzen nekik bőr- és velúr kiegészítőket. A sikeren felbuzdulva néhány évvel később saját női kollekciót mutatott be a Milánói Palazzo della Permanente múzeumban, amit abban az évben egy férfikollekció is követett.

### Magánélete
Gianni Versace és Antonio D'Amico modell 1982-ben találkoztak. 11 éves kapcsolatuk Gianni korai halálával ért véget. Mindeközben Antonio a Versace sportruházat egyik tervezőjeként dolgozott.
Gianni végrendeletében egész életre szóló havi 50 millió lírát (kb 26 ezer dollárt) hagyott Antonióra, valamint azt a jogot, hogy bármelyik olaszországi vagy amerikai házában lakjon. D'Amicónak ma saját divatcége van.

### Halála

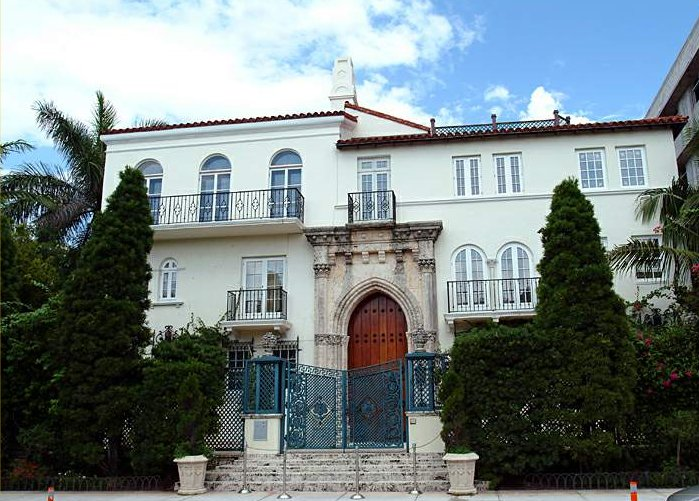
A Versace-villa Miamiban

Gianni Versace épp egyik szokásos reggeli sétájáról tért vissza Miami Beach-i villájához 1997 nyarán, amikor lelőtték. Gyilkosa, az ámokfutó pszichopata Andrew Cunanan, röviddel ezután öngyilkos lett. A rendőrségi jelentés szerint ugyanazzal a fegyverrel ölte meg magát, ami Versace halálát okozta.
Versace hamvait a Comói-tóba szórták, amely mellett gyönyörű villája is volt.
1997 szeptemberében Versace bátyja, Santo és Jorge Saud lettek a Versace cég igazgatói. Gianni húga, Donatella Versace lett a stílusigazgató.
Elton John 1997-es The Big Picture című albumát Versacénak ajánlotta.
Végrendeletében Gianni Versace divatbirodalmának 50%-át unokahúgára, Allegra Versacéra, Donatella Versace lányára hagyta. Ez azt jelenti, hogy amikor 2004-ben 18 éves lett, Allegra körülbelül félmilliárd dollárral lett gazdagabb, és az övé a végső szó a céget érintő minden fontos döntésben.

## Filmek

### Jelmeztervező
- Ballet for Life (1997)
- Dredd bíró (1995)
- Shakespeare Shorts (1996, tv-sorozat)
- Showgirls (1995)
- Kika (1993)
- Vacanze di Natale (1991)
- Csin csin (1991)
- As Long as It's Love (1989)
- Miami Vice (1989, tv-sorozat)

### Színész
- Catwalk (1996)
- Spiceworld (1997) - a jeleneteit később törölték a premiert megelőző halála miatt

## Külső hivatkozások
- A Versace hivatalos weboldala
- Gianni Versace angol nyelvű életrajza Archiválva 2008. szeptember 15-i dátummal a Wayback Machine-ben